# Пеньяилильо, Николас
Никола́с Игна́сио Пеньяили́льо Аку́нья (исп. Nicolás Ignacio Peñailillo Acuña; 13 июня 1991, Винья-дель-Мар, Вальпараисо) — чилийский футболист, играющий на позиции левого защитника.

## Клубная карьера

### «Эвертон»
Дебютировал за чилийский клуб в 2009 году. За 2 сезона, проведённых за «Эвертон», сыграл 25 матчей, в которых забил 1 гол.

### «Зенит»
7 марта 2011 года Пеньяилильо направился на медосмотр в Санкт-Петербург для того, чтобы подписать арендный контракт с «Зенитом» на шесть месяцев с правом выкупа.
Спустя два дня Николас официально присоединился к команде, заключив контракт до 31 августа 2011 года с правом дальнейшего выкупа.
20 марта провёл первый матч за молодёжный состав «Зенита» в матче 2-го тура первенства против «Анжи» (1:0). Пеньяилильо начал атаку, которая впоследствии стала голевой, а также получил жёлтую карточку. Во втором матче против «Спартака-Нальчика» (1:2) забил свой первый гол, отличился со штрафного на 7-й минуте. 18 мая впервые появился на поле «Петровского», выйдя на замену в товарищеском матче с мюнхенской «Баварией», провёл на поле 27 минут. Всего за молодёжный состав «Зенита» провёл 14 матчей, в которых забил один гол. 21 июля покинул клуб и вернулся в «Эвертон».

## Карьера в сборной
В 2008 году был вызван в молодёжную сборную Чили. Вместе с ней в 2011 году сыграл на молодёжном чемпионате Южной Америки. Пеньяилильо провёл на чемпионате 4 матча, не забив ни одного гола и заработав удаление в матче против сборной Колумбии.